# Mesoamerikanisches Ballspiel

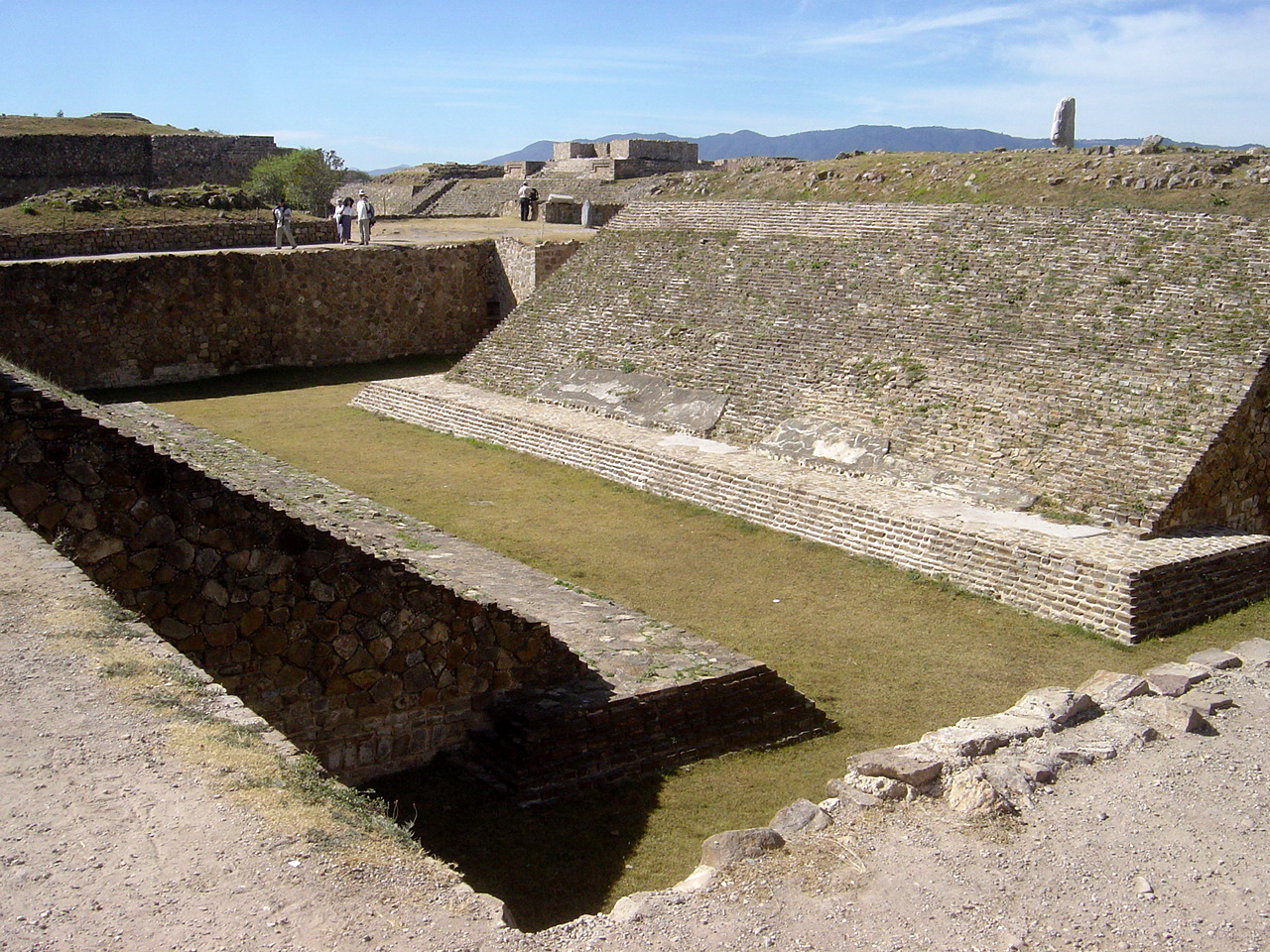
Ballspielplatz in Monte Alban bei der Stadt Oaxaca (ca. 750) mit der für viele Regionen Mesoamerikas typischen H-Form des Spielfeldes und seitlichen Schrägen im Mittelteil

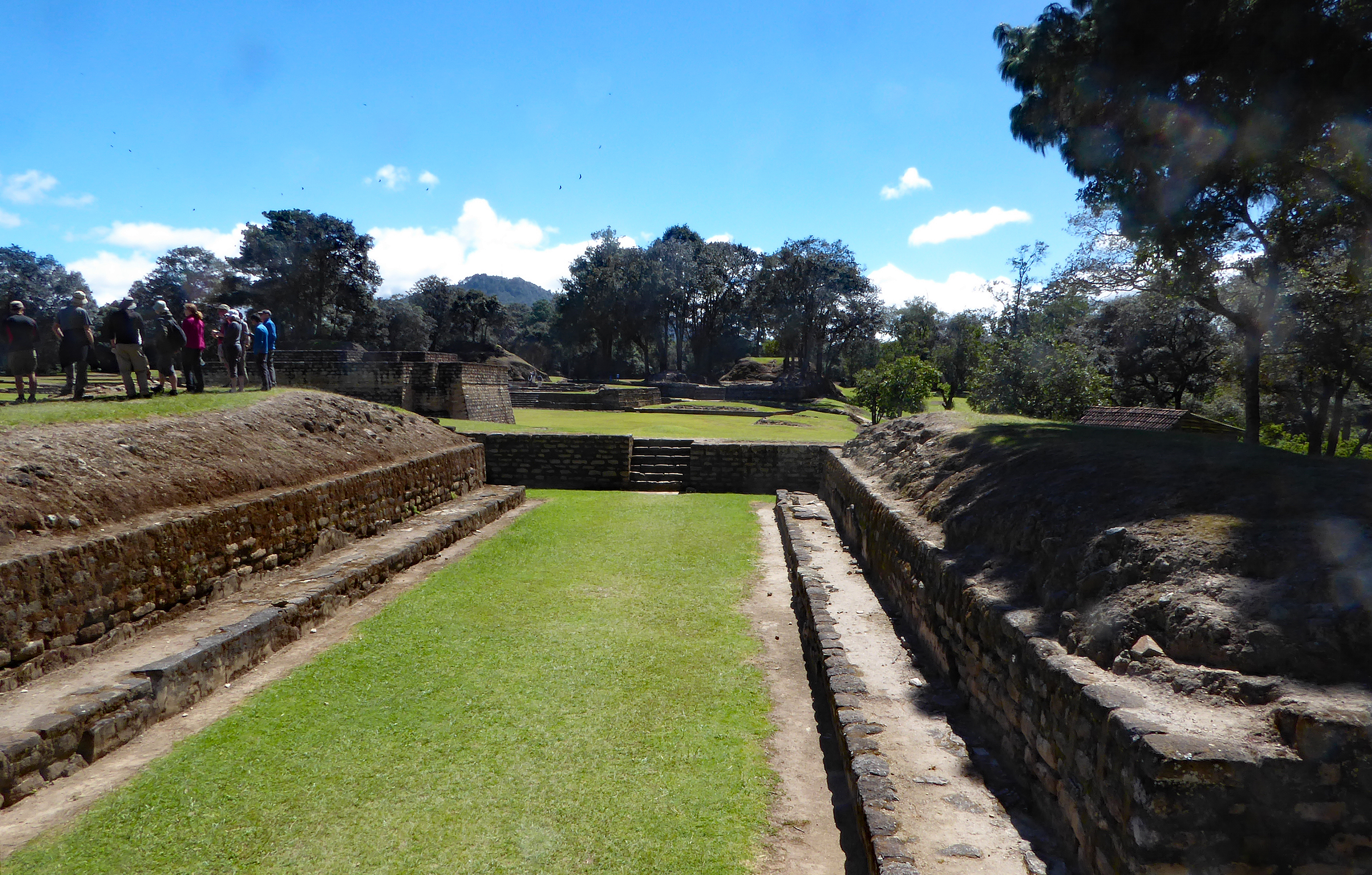
Ballspielplatz in Iximché (ca. 1450) im Hochland von Guatemala

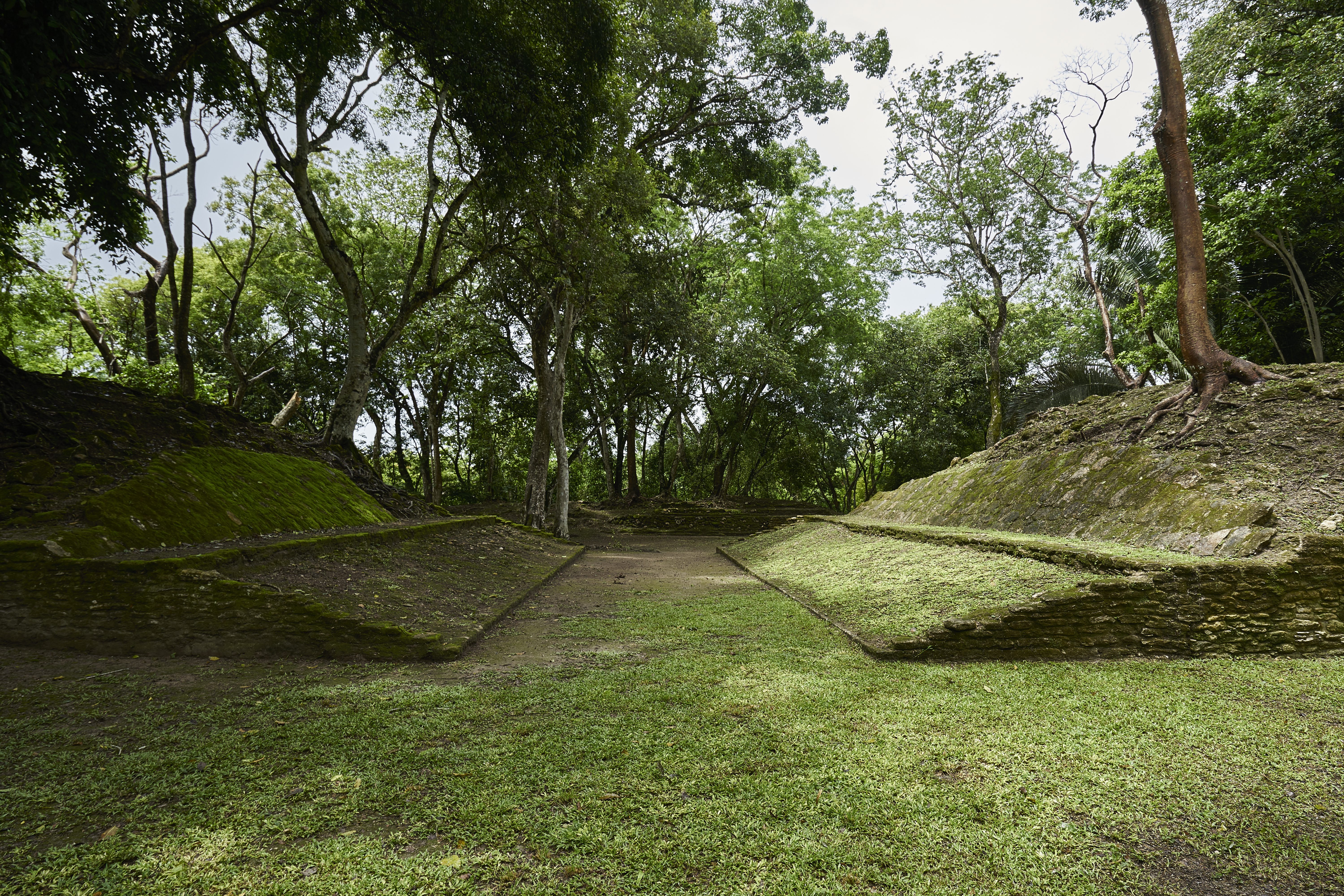
Ballspielplatz in Cahal Pech, Belize

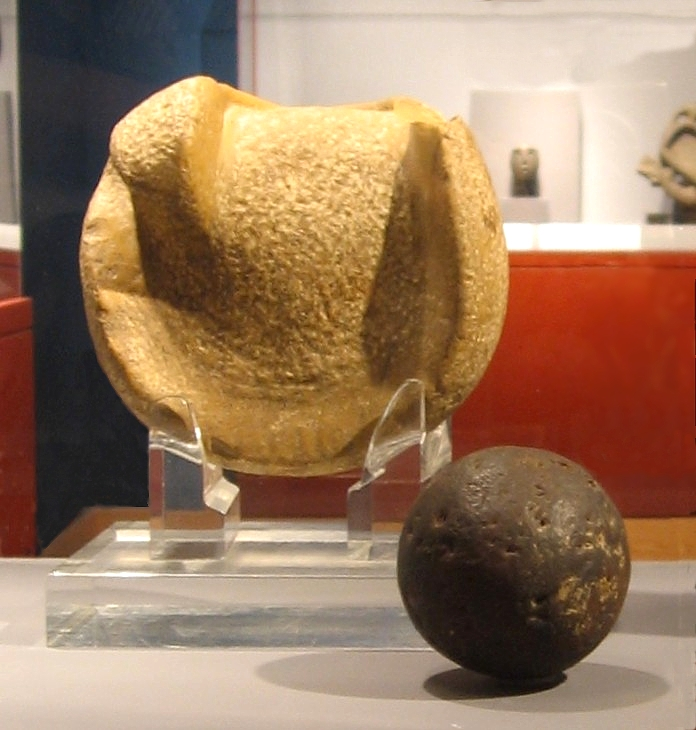
Steinerner Handschuh und Kautschukball aus Kaminaljuyu, Guatemala

Das Mesoamerikanische Ballspiel war sowohl Spiel als auch Ritual für die mesoamerikanischen Völker (Azteken, Maya, Mixteken, Tolteken, Totonaken und Zapoteken) in der präkolumbischen Zeit. Lange Zeit galten die Olmeken als die Erfinder des Ballspiels, doch ist – angesichts eines Ende des 20. Jahrhunderts in Paso de la Amada an der Pazifikküste entdeckten Ballspielplatzes aus der Zeit um 1400 v. Chr. (vgl. Mokaya-Kultur) – vieles wieder ungewiss. Die enge Verbindung zwischen kultischem Ritual, Schlichtungsinstanz und Spiel/Sport hatte bis zur Eroberung des Kontinentes durch die Europäer (ab 1519) und der weitgehenden kulturellen Zerstörung eine bedeutende Rolle inne. Es wird berichtet, dass Kaiser Karl V. von Hernán Cortés eine aztekische Ballspielmannschaft vorgeführt bekam. Auch heute noch werden Varianten des Mesoamerikanischen Ballspiels gespielt. In den pazifischen Küstenregionen Mexikos Sinaloa und Nayarit ist dies beispielsweise das Ulama.
Weder in Teotihuacán, einer der größten und bedeutendsten Städte Mesoamerikas, noch in den vielfältigen Kulturstätten Nord- und Südamerikas, wurden Ballspielplätze gefunden. In Teotihuacán sind allerdings einige Ballspieler im Wandbild des „Paradies des Tlaloc“ zu sehen, wobei das Thema hier jedoch als Freizeitvergnügen behandelt wird.

## Schreibung

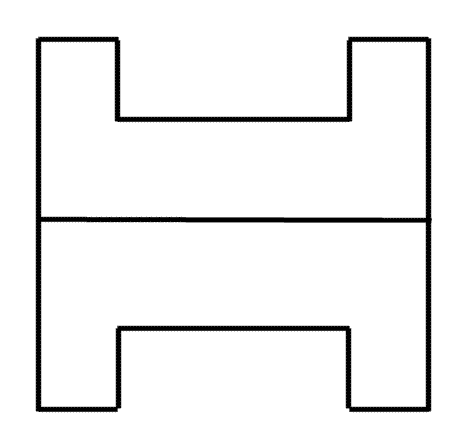
Das aztekische Schriftzeichen tlachtli für „Ballspielplatz“ ahmt die H-Form des Spielfeldes nach.

Erst seit dem letzten Viertel des 20. Jahrhunderts wurde es möglich, verschiedene mesoamerikanische Schriften zu lesen. Das ist noch kein gesichertes Wissen, so dass es immer wieder zu Neubewertungen einzelner Schriftzeichen kommt. Dies gilt im Besonderen für die Grammatik, sodass die Darstellung hier nur als vorläufig betrachtet werden darf.

### Azteken
In der aztekischen Schrift steht die Glyphe tlachtli für einen Ballspielplatz. Der Ball heißt olli (manchmal ungenau ulli geschrieben) genau wie sein Material, woher das spanische Wort für Gummi hule stammt. Es ist ein Naturprodukt, welches wahrscheinlich vom Panamakautschukbaum (Castilla elastica) produziert wurde. Das Spiel heißt ollamaliztli, eine Zusammensetzung von olli und tlama („jagen“, „Gefangene machen“) mit Substantive bildenden Suffixen.

### Maya
| Maya                | Übersetzung                  | verwendete Glyphe |
| ------------------- | ---------------------------- | ----------------- |
| pitzah-             | Ball zu spielen (intr. Verb) | pi-tza-ha         |
| pitzal              | Ballspieler                  | pi-tzi-la         |
| pitzil              | ballspielend (Adj.)          | pi-tzi-li         |
| pitzil              | schön, bewundernd (Adj.)     | pi-tzi-li         |
| pitzi               | Ballspiel (Sub.)             | pi-tzi            |
| alaw, halab', halaw | Platz zum Ballspielen        | 'a-la-wa          |

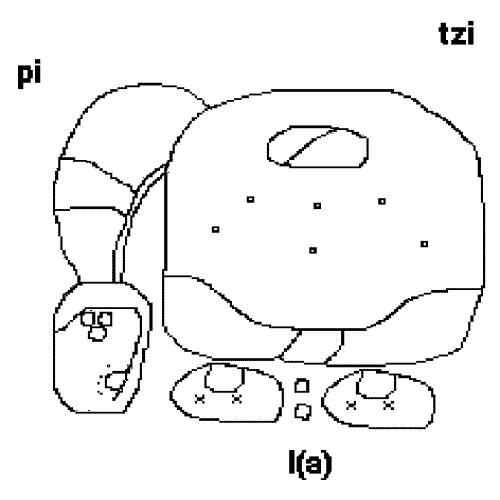
Maya-Glyphe pitzal für „Ballspieler“

Die Glyphe pi-tzi-li (rein syllabische Schreibweise) wird, wie es für Maya typisch ist, sowohl für das Adjektiv „ballspielend“ als auch für „schön“, „bewundernd“ verwendet. Der eher sakrale Charakter des Spiels zeigt sich darin, dass das Substantiv pi-tzi-la in Titeln vorkommt und das Ballspiel der göttlichen Zwillinge Hunahpú und Ixbalanqué gegen die Mächte der Unterwelt (xibalba) im mystischen Buch der Quiché-Maya, dem Popol Vuh, eine große Bedeutung hat.

## Architektur

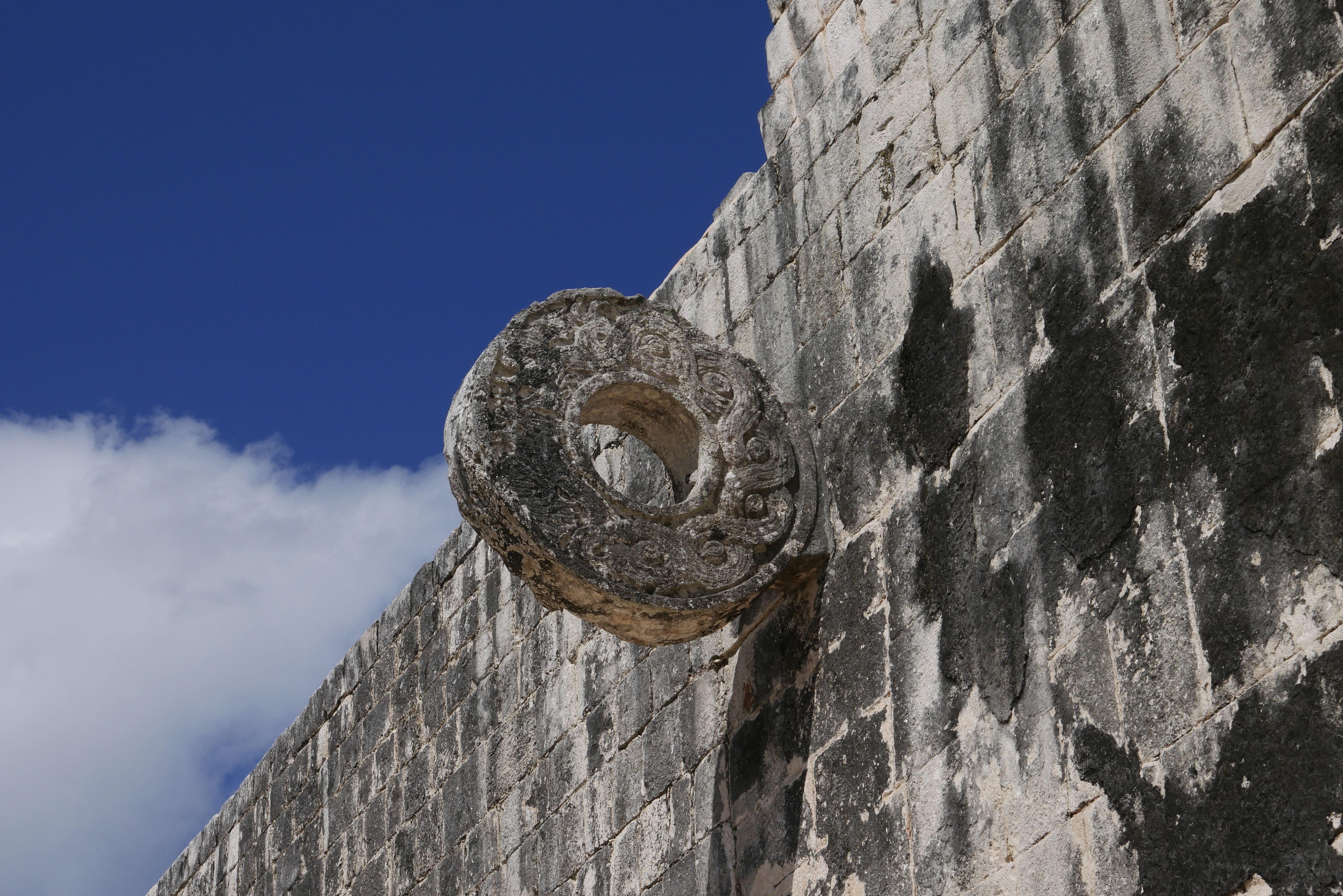
Chichén Itzá – von zwei umeinander gewundenen Schlangenkörpern und kleinen Bällen(?) gebildeter Ziel-Ring (ca. 900–1100)

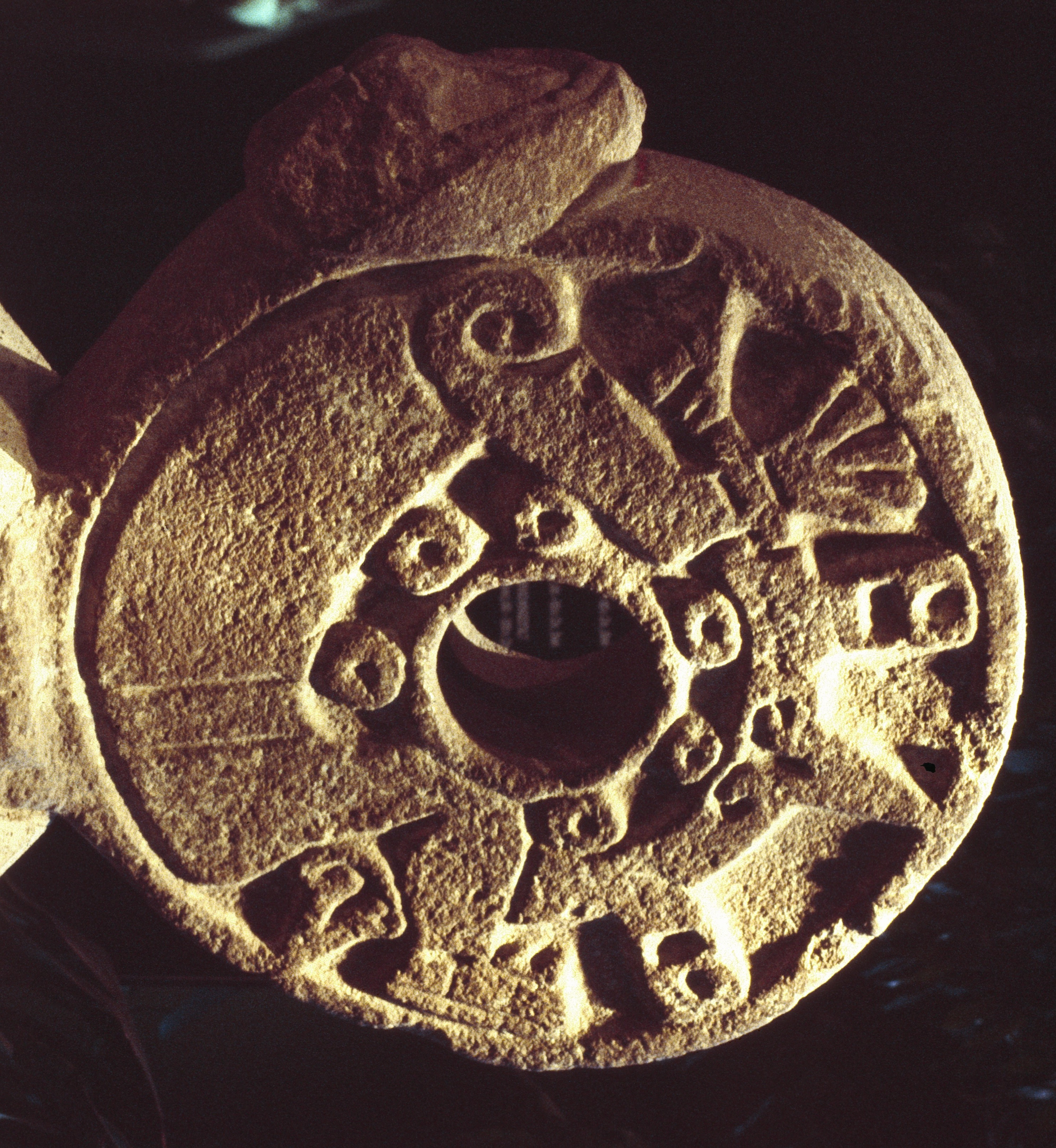
Aztekischer Ziel-Ring mit einer geköpften Person innerhalb eines doppelten Ringes mit Sonnenstrahlen(?) (ca. 1400–1500)

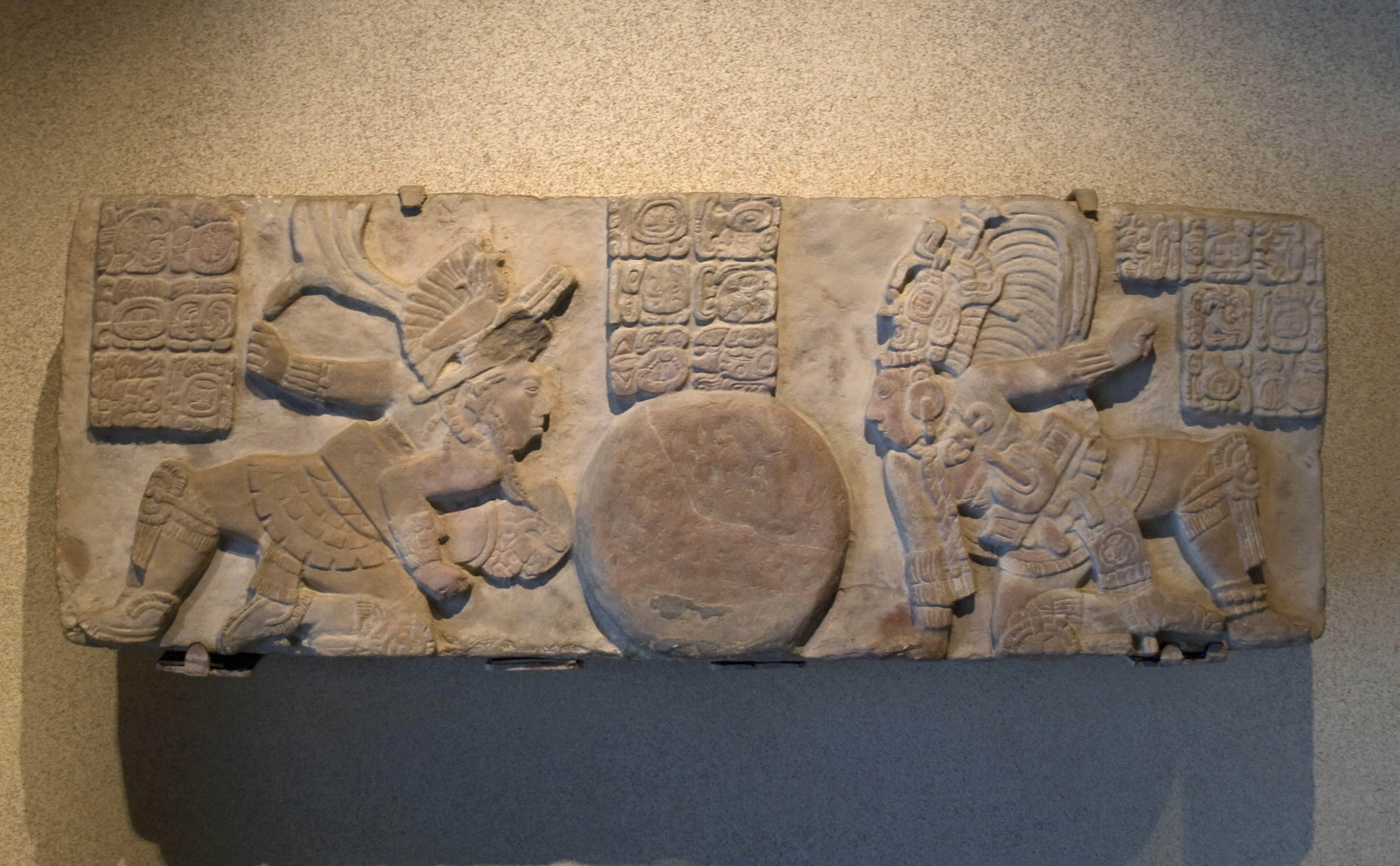
Relief mit Ballspielszene aus Toniná, Chiapas (Mexiko)

Bisher konnten in den mesoamerikanischen Ruinenstädten mehr als 1500 Ballspielplätze entdeckt werden; selbst kleinere Orte hatten manchmal mehrere Ballspielplätze. Die am besten erhaltenen bzw. restaurierten Bauten befinden sich heute in Copán, Iximché, Monte Albán, Uxmal, Zaculeu und in Chichén Itzá, wobei letzterer mit einer Länge von 166 m und einer Breite von 68 m in den Seitenflügeln am größten ist. Das Ziel des Spieles bestand – nach der Auffassung einiger Forscher – darin, einen Ball durch einen im Mittelteil des zentralen Spielfeldbereichs in einiger Höhe (2,50 bis 3,50 m) angebrachten Ring hindurch zu befördern oder aber bestimmte – nicht ringförmige, sondern meist vollrunde – Markiersteine, die wahrscheinlich die Sonne symbolisierten, zu treffen. In Zentralmexiko findet man sehr oft langgestreckte, schmale und an den Enden seitlich offene Spielfelder (z. B. Yohualichan), wohingegen im Süden und auf der Halbinsel Yucatán Spielfelder in „H“-Form vorherrschen, wobei in den beiden Endstücken, von denen aus der Ring oder der Markierstein nicht oder nur schwer erreicht werden konnte, möglicherweise andere Regeln galten. Bei den meisten Ballspielplätzen im Süden ist das mittlere Spielfeld von seitlichen Schrägen begleitet, von denen aus der Ball wieder ins Feld zurückspringen konnte; für Spieler und Zuschauer war das Betreten dieser Schräge wahrscheinlich tabu.

## Spiel

### Regeln

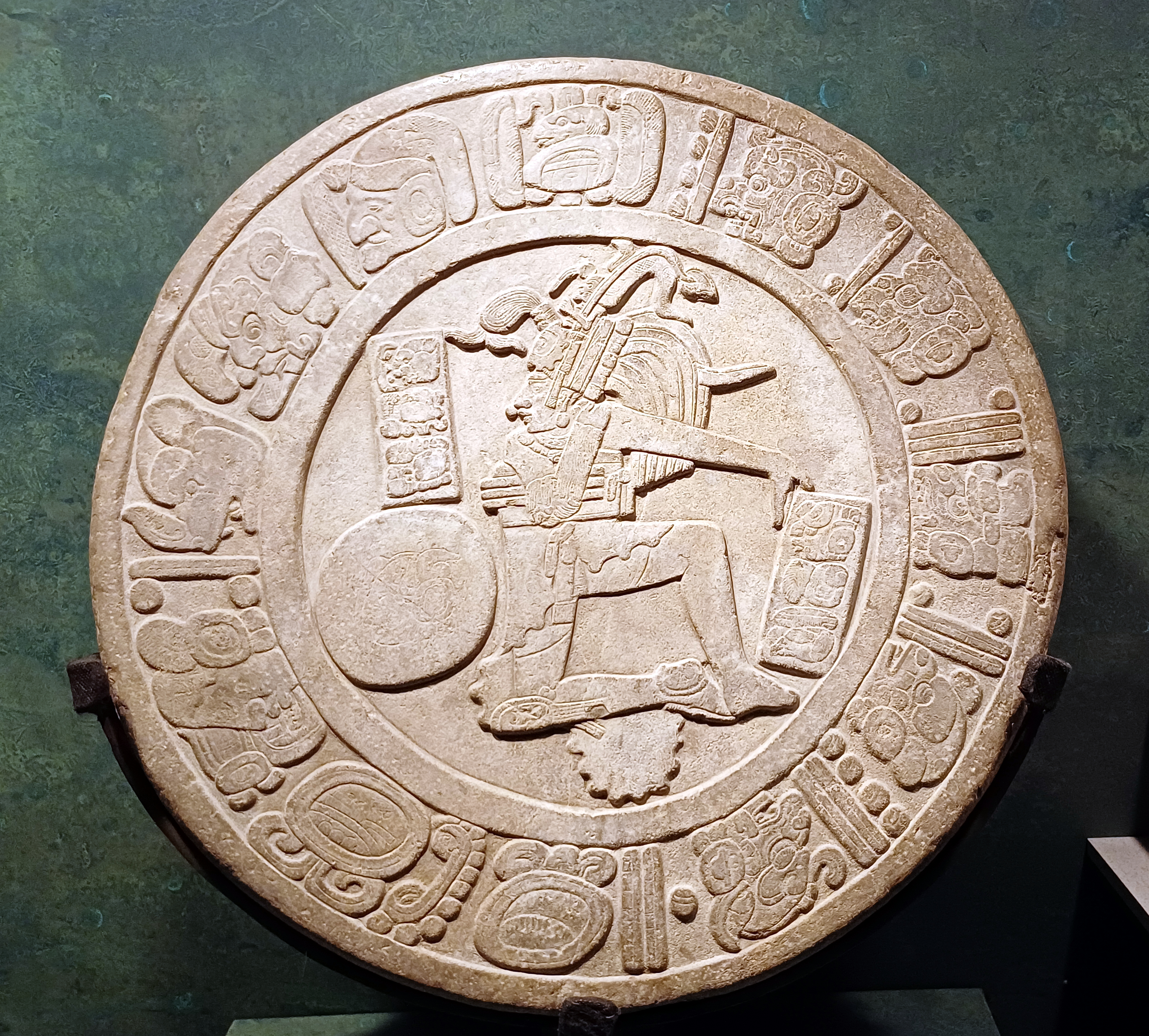
Ballspieler – Spiel des Balles mit der Hüfte, Chinkultic (591)

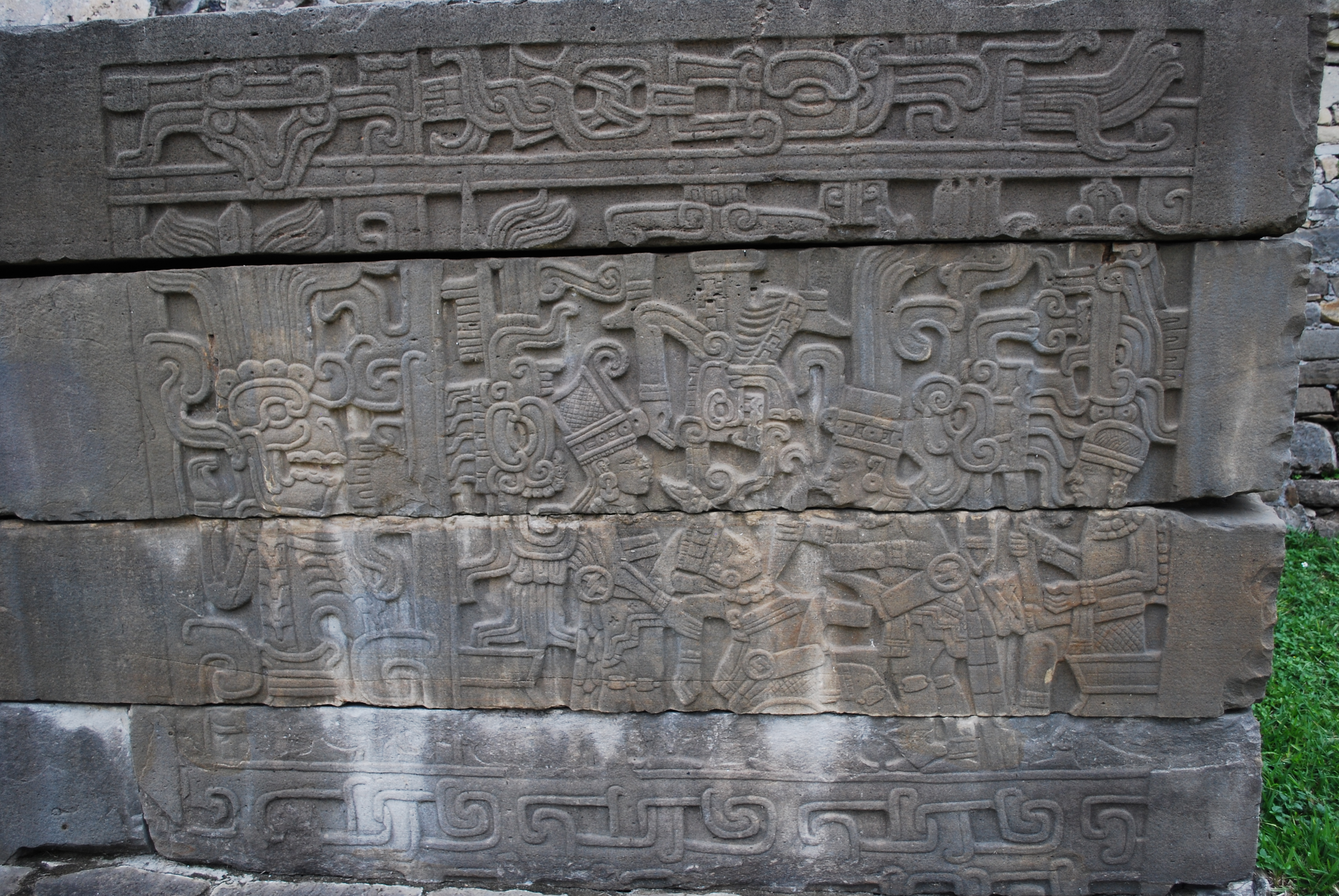
Opferungsszene am südlichen Ballspielplatz von El Tajin (um 800)

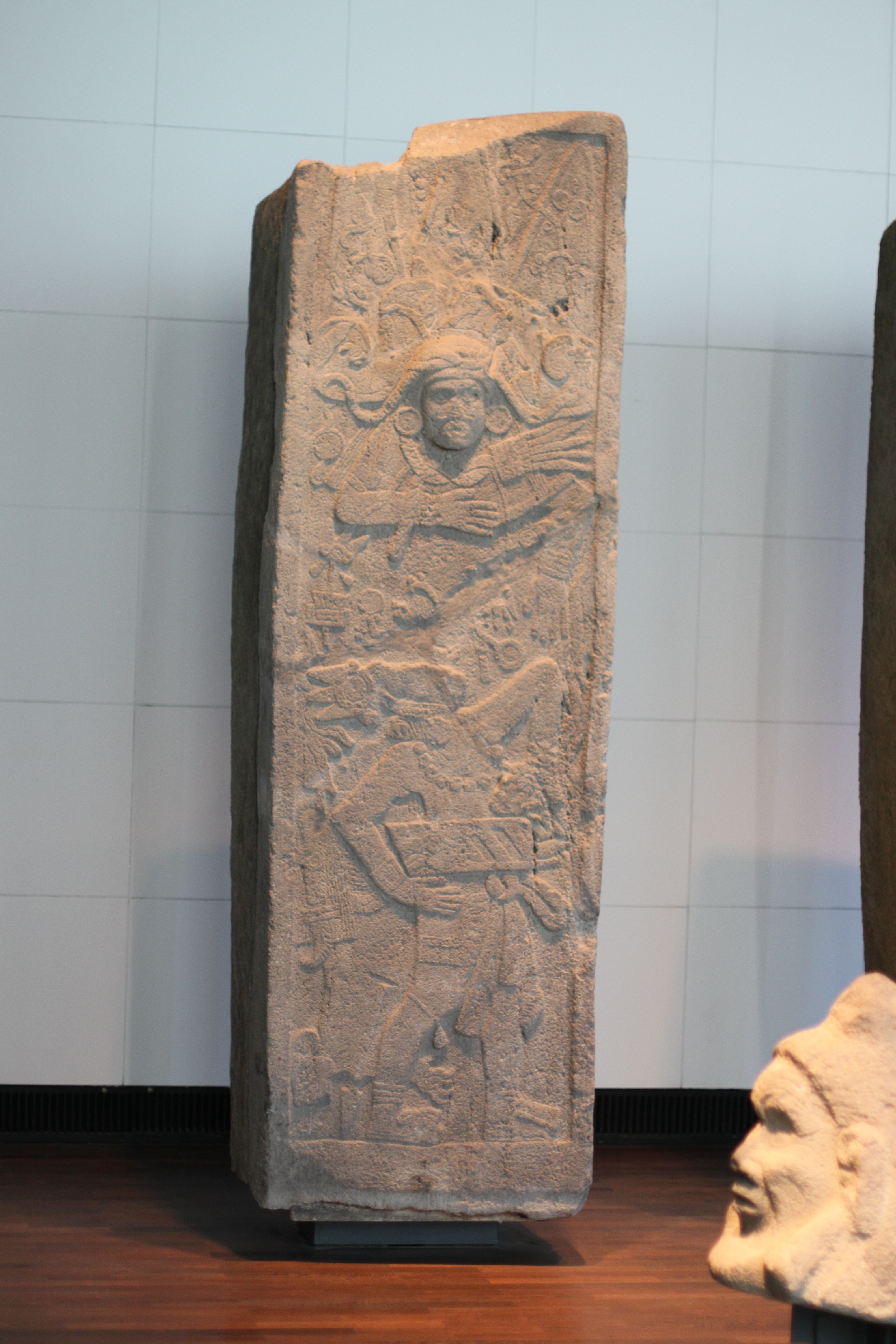
Ballspieler mit Jochstein um die Hüfte und angewinkelt erhobenem linken Arm, Stele aus Bilbao (um 700)

Während der drei Jahrtausende, in denen das Spiel gespielt wurde, änderten sich die Regeln – auch ortsabhängig – immer wieder: Sowohl die Zahl der teilnehmenden Spieler variierte als auch die Körperstellen, mit denen der Ball berührt werden durfte, und auch die Folgen eines verlorenen Spieles – lange Zeit war man der Ansicht, dass der Spielball, den man mit der Sonne assoziierte, den Erdboden nicht berühren dürfe, doch ist dies anscheinend nicht überall eingehalten worden.
Ebenso ist es eine offene Frage, ob das Ballspiel in der klassischen Zeit ein Spiel zweier gegnerischer Mannschaften war, oder ob alle Spieler bei dem gemeinsamen Ziel, nämlich den Ball in der Luft zu halten, zusammenarbeiteten, denn bei den meisten Darstellungen von Ballspielern ist es auffällig, dass der Ball nicht oder nur zu Beginn auf dem Boden liegt.

### Gesellschaftliche Bedeutung
Die gesellschaftliche Bedeutung des Spiels änderte sich ebenfalls – Bildreliefs in Chichen Itza und El Tajín lassen darauf schließen, dass es mit Menschenopfern endete, aber an den allermeisten Ballspielplätzen fehlen derartige Darstellungen. Die vier Stelen von Bilbao lassen eher darauf schließen, dass durch das Spiel eine Verbindung der diesseitigen mit der jenseitigen Welt hergestellt werden konnte. Darüber hinaus gibt es Berichte aus spanischer Zeit, wonach durch ein Spiel der Ausgang von Kriegen entschieden wurde, Kriegsgefangene um ihr Überleben spielten, um große Werte gewettet wurde oder dass es – wahrscheinlich erst in der Spätzeit – der Mittelpunkt von Volksfesten war. Eine sehr ausführliche Schilderung des Spieles in der nachklassischen Zeit gibt der Dominikaner Diego Durán.

### Jochsteine
In Mexiko und in Mesoamerika wurden eine Vielzahl von überaus reich reliefierten „U“-förmigen Jochsteinen (yugos) gefunden, deren Zusammenhang mit dem Ballspiel erst spät erkannt wurde. Sie wurden um die Hüften der Ballspieler gelegt und an der offenen Seite mit Bändern verschnürt. Möglicherweise dienten die etwa 15–20 kg schweren Steine nur zu zeremoniellen Zwecken und wurden für das eigentliche Spiel gegen leichtere Hüftgürtel aus Fellen, Hirschleder oder gewickeltem Stoff ausgetauscht. Einige Forscher sind aber durchaus der Ansicht, dass die Hüftsteine – vielleicht mit Polstern umwickelt – auch während des Spiels getragen wurden.

### Kleidung
Die Ballspieler tragen unter dem Hüftgurt oder Hüftstein ein zwischen den Beinen hochgebundenes Tuch, manchmal wohl auch ein Jaguarfell. Die Füße stecken in hohen Sandalen. Die Hände sind manchmal von einer Art Handschuh geschützt (El Baúl, Stele 5); lediglich Ellbogen und Schultern, die wohl ganz wesentlich beim Spielen des Balles waren, blieben ungeschützt. Auf den Darstellungen von Ballspielern ist oft ein aufwendiger Kopfschmuck zu sehen – ob dieser auch während des Spielgeschehens getragen wurde, ist unklar.

### Zuschauer
Die oft, aber nicht immer vorhandenen Schrägen zu beiden Seiten der mittleren Spielfläche erinnern an Zuschauertribünen, doch muss man davon ausgehen, dass sie nur dem Zurückrollen des Balles dienten und für Spieler wie Zuschauer gleichermaßen tabu waren. So blieben für die Zuschauer nur die über Leitern, nicht aber über Treppen erreichbaren und nicht sehr großen Plattformen auf den umgebenden Mauern, auf denen – je nach Größe des Ballspielplatzes – ca. 100 bis maximal 500 (Chichén Itzá) Personen Platz fanden. Daraus muss man den Schluss ziehen, dass das mesoamerikanische Ballspiel – zumindest in klassischer Zeit – kein Volksspektakel war, sondern in erster Linie eine elitäre kultisch-zeremoniale Veranstaltung, die einer kleinen Schicht von Adligen vorbehalten blieb. Auf einigen wenigen Kleinkeramiken der nachklassischen Zeit kann man sehen, dass bei ganz wenigen Ballspielplätzen die Mauern an beiden Längsseiten zu einigen Metern tiefen Sitzgelegenheiten für Zuschauer ausgebaut waren.

## Sonstiges
Im Rahmen des Kunst- und Kulturprogramms zur Fußball-Weltmeisterschaft 2006 wurden im Auftrag der mexikanischen Regierung Pok-ta-Pok-Spiele in mehreren deutschen Städten in traditioneller Bekleidung in nachgebauten Sportanlagen nach Art des Mesoamerikanischen Ballspieles aufgeführt.